# Кантоку
Кантоку (寛徳) је јапанска ера (ненко) која је настала после Чокју и пре Еишо ере. Временски је трајала од новембра 1044. до априла 1046. године и припадала је Хејан периоду. Владајући цареви били су Го-Сузаку и Го-Реизеи.

## Важнији догађаји Кантоку ере
- 1045. (Кантоку 2, шеснаести дан првог месеца): Цар Го-Сузаку абдицира и трон наслеђује његов најстарији син. Власт преузима нови цар Го-Реизеи.[4] Следеће године име ере се мења како би обележила долазак новог цара.[5]
- 1045. (Кантоку 2, осамнаести дан првог месеца): Го-Сузаку умире у 37 години.[6][7]